# Mahir Sağlık
Mahir Sağlık (né le 18 janvier 1983 à Paderborn en Rhénanie-du-Nord-Westphalie) est un footballeur turc qui évolue au poste d'attaquant.

## Biographie

### Carrière en club
Mahir Sağlık joue en Allemagne, en Autriche, et en Hongrie.
Il dispute notamment 26 matchs en première division allemande, marquant deux buts, et 23 matchs en première division autrichienne, pour trois buts. Le 26 octobre 2013, il inscrit avec le club de Paderborn un quadruplé en deuxième division allemande, sur la pelouse de Düsseldorf.
Au sein des compétitions européennes, il joue quatre matchs en Coupe de l'UEFA, et deux en Coupe Intertoto. En Coupe de l'UEFA, il inscrit avec Wolfsburg un but sur la pelouse du Milan AC en décembre 2008.

### Carrière en sélection
Mahir Sağlık est sélectionné dans les catégories de jeunes. Il reçoit notamment cinq sélections avec les moins de 20 ans, inscrivant un but.

## Palmarès
| Wolfsburg - Championnat d'Allemagne (1) : - Champion : 2008-09. |  | Paderborn - Championnat d'Allemagne D2 : - Meilleur buteur : 2013-14 (15 buts). |

## Galerie

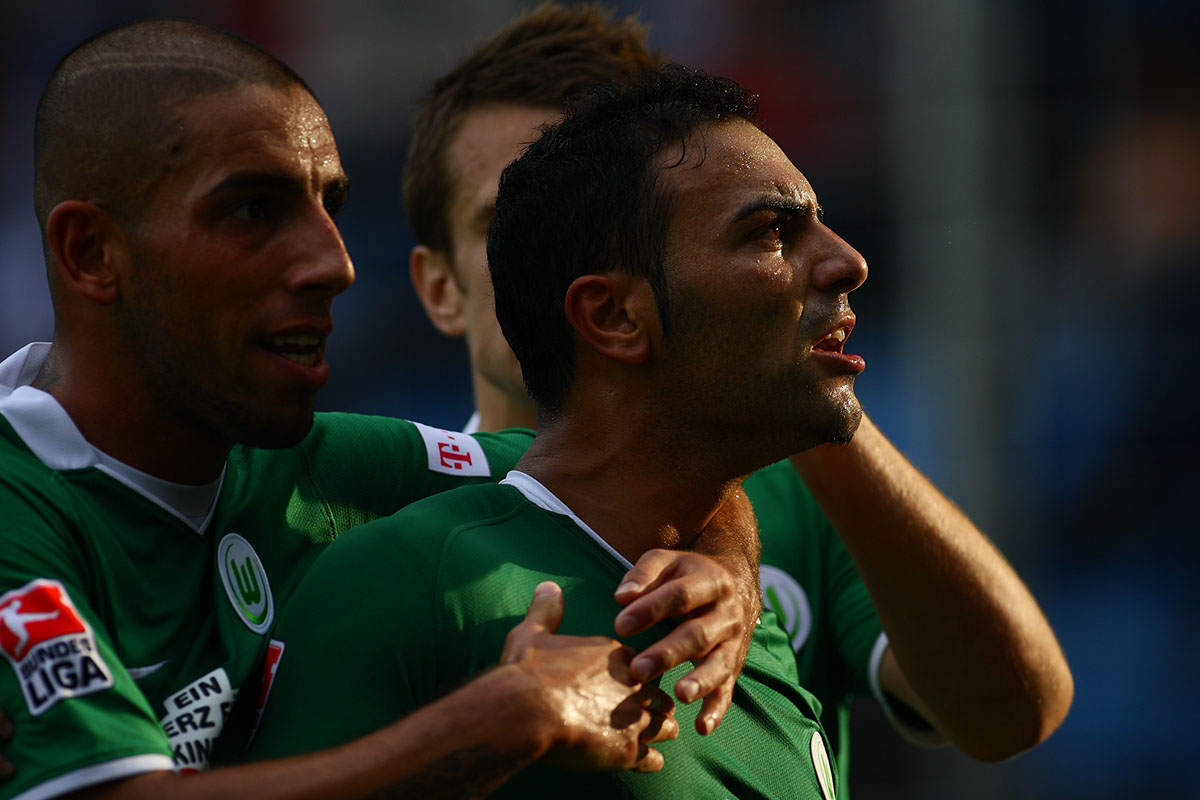
Mahir Sağlık avec Ashkan Dejagah et Zvjezdan Misimović célébrant un but avec Wolfsburg lors d'un match contre Bochum le 24 août 2008